# Kopcewicze (stacja kolejowa)
Kopcewicze (biał. Капцэвічы, ros. Копцевичи) – stacja kolejowa w miejscowości Kopcewicze, w rejonie petrykowskim, w obwodzie homelskim, na Białorusi. Leży na linii Homel – Łuniniec – Żabinka.
Stacja powstała w 1886 na linii drogi żelaznej poleskiej.